# Bismutina
La bismutina o bismutinita es un mineral del grupo II (sulfuros), según la clasificación de Strunz. Es un sulfuro de bismuto de fórmula Bi2S3. Contiene un 81,29% de bismuto, siendo su principal mena a nivel mundial. Se presenta en la naturaleza como una especie mineral grisácea e isomorfa de la estibina. Presenta un hábito cristalino muy semejante, predominando las formas aciculares o tabulares. Es soluble en ácido nítrico a altas temperaturas.
Se suele encontrar en filones de estaño y oro a altas temperaturas.
Fue descubierta en 1832 en las minas de Potosí, Bolivia.